# Polypedilum fuscipenne
Polypedilum fuscipenne är en tvåvingeart som först beskrevs av Johann Wilhelm Meigen 1818.  Polypedilum fuscipenne ingår i släktet Polypedilum och familjen fjädermyggor. Inga underarter finns listade i Catalogue of Life.